# Massy – Palaiseau (stanice metra v Paříži)
Massy – Palaiseau je plánovaná stanice pařížského metra, která se bude nacházet na lince 18 ve městě Massy v departementu Essonne. Má být otevřena v roce 2026 a bude sloužit pro dopravní uzel Massy – Palaiseau (RER, Transilien, tramvaj a TGV), podle kterého je pojmenována.

## Vývoj
Podle Île-de-France Mobilités má stanici od roku 2026 obsluhovat linka 18 sítě Grand Paris Express. Návrh stanice metra byl svěřen firmě Richez Associés.
Stanice v podzemí by měla mít velkou budovu ve tvaru klenby, z velké části prosklenou, umístěnou uprostřed přestupního uzlu mezi linkami RER B a RER C. Bude postavena ve stejné vzdálenosti od dvou stanic a bude hrát roli světlovodu.
V květnu 2020 byla stavba zadána skupině vedené Vinci Construction Grands Projets.
Stanice bude mít na svých nástupištích také fresku od Stéphana Oiryho.
Nástupiště budou v hloubce 19,3 m.
Stanice bude obsluhována linkami B a C sítě Réseau Express Régional.
Po vytvoření odbočky Massy - Palaiseau - Versailles-Chantiers dne 4. prosince 2023 je možné spojení i s linkou V sítě Transilien.
Tramvajová linka T12 propojí také stanici s městem Évry-Courcouronnes.